# Józef Czajkowski (duchowny)
Józef Czajkowski (ur. 27 stycznia 1837 w Królikowie, zm. w lutym 1907 w Antwerpii) – polski duchowny katolicki, powstaniec styczniowy.

## Życiorys
Nie jest znany dokładnie okres młodzieńczy Czajkowskiego, a także miejsce w którym przyjął święcenia kapłańskie. W 1861 pełnił funkcję wikariusza w jedynej wówczas parafii Wniebowzięcia Najświętszej Marii Panny w Łodzi, pod zwierzchnictwem ks. Wojciecha Jakubowicza. Tam zasłynął z płomiennych, patriotycznych kazań, zachęcających do uczestnictwa w powstaniu. Ponadto wraz z ks. Zalewskim agitował wśród łódzkich rzemieślników, robotników, włościan, a także, wraz z Ignacym Radziejowskim, oficerów i żołnierzy armii rosyjskiej stacjonujących w Łodzi.
Niedługo po rozpoczętym w nocy z 22 na 23 stycznia 1862 powstaniu, Czajkowski porzucił posługę kapłańską, oddając się walce powstańczej, udając się w 31 stycznia do lasu radogoskiego (późń. Park Adama Mickiewicza w Łodzi). Tam uformowano 400-osobowy oddział powstańczy, nad którym dowództwo objęli: ks. Czajkowski, czeladnik i były wachmistrz huzarów pruskich Teodor Rybicki oraz były oficer austriacki i oficer legionów Garibaldiego – Piotr Tampicki. Czajkowski po podzieleniu powstańców na oddział strzelecki i kosynierski odczytał powstańcom Manifest Tymczasowego Rządu Narodowego, dekret dotyczący uwłaszczenia włościan, oddziały zaś złożyły uroczystą przysięgę, a na koniec zgromadzenia ksiądz wręczył zebranym sztandar z orłem, pogonią i napisem „Całość, Wolność, Niepodległość”. Czajkowski przewodził oddziałowi, z którym przemaszerował do Łodzi.
Tam powstańcy zrzucili carskie orły z ratusza, ogłosili manifest Komitetu Centralnego Narodowego oraz zarekwirowali broń z niemieckiego Towarzystwa Strzeleckiego i zabrali 18 775 rubli z łódzkiej filii Banku Polskiego. Następnie oddziały wyruszyły w kierunku lasów rososzyckich, gdzie miały dołączyć do partii powstańczej Józefa Oxińskiego. 1 lutego oddziały Czajkowskiego zostały rozbite przez wojska rosyjskie z Sieradza, dowodzone przez majora Esmana. Oddziały uległy rozproszeniu, a tylko części powstańców udało się dołączyć do Oxińskiego. Czajkowskiemu udało się dołączyć do oddziału Roberta Skowrońskiego, w którym pełnił funkcję kapelana do 1863. 4 września 1863 wziął udział w bitwie pod Wolą Cyrusową, gdzie poprowadził kosynierów do ataku. Wziął również udział w bitwie pod Dalikowem 10 września 1863. Po rozbiciu partii Skowrońskiego w przebraniu chłopa chodził po wsiach powiatu łęczyckiego namawiając chłopów do udziału w powstaniu. Ukrywał się do wiosny 1864, wyemigrował do Austrii i Niemiec, a następnie osiadł w Paryżu, gdzie należał do Stowarzyszenia Kapłanów Polskich. Następnie zamieszkał w Antwerpii gdzie został kapłanem w kościele św. Grzegorza, skupiając wokół siebie polskich emigrantów.

### Życie prywatne
Czajkowski był synem gorzelanego Kazimierza Czajkowskiego i Marianny z domu Kozłowskiej. Miał brata Wojciecha (ur. 1838). Zmarł w lutym 1907 w Antwerpii.